# Шарл Пик
Шарл Пик (на френски: Charles Pic) е френски пилот от Формула 1. Роден на 15 февруари 1990 г. в Монтелимар, Франция. Състезава се за отбора на Катерам. Прави дебюта си във Формула 1 като пилот на Маруся през 2012 г.

## Кариера

### Картинг и Формула Рено
Пик има успешна кариера в картинга, печелейки малки първенства и отделни състезания, като е близо до спечелването на Европейското първенство за младежи.
През 2006 г. прави дебюта си със състезателна кола като завършва трети във френската формула.
Пик се премества във Формула Рено 3.5 за 2008 г. Завършва шести, благодарение на двете си победи – в Монако и Льо Ман. През следващия сезон отново остава в същия шампионат, завършвайки на трето място в крайното класиране.

### ГП 2
В края на 2009 г. Пик преминава към ГП2. В дебюта си в Испания завършва на първото място. Въпреки това до края на сезона успява да се качи на подиума само още веднъж – в Германия. В Белгия завършва на 4-то място, във Валенсия 5-и и 6-и като това са всичките му места в точките. Завършва сезона 10-и с 28 точки.
През сезон 2011, Пик се справя по-добре. Записва две победи, едната от които отново в Испания, другата в Монако. Освен това се качва още три пъти на подиума и трите пъти, завършвайки на 2-ро място. В края на сезона, с актив от 52 точки, завършва на четвърто място.

### Формула 1
През ноември 2011 г. Пик прави дебюта си във Формула 1 с отбора на Маруся, в тестовете за млади пилоти на пистата в Абу Даби.

#### Маруся (2012)
След последното състезание за сезон 2011 е обявено, че Шарл Пик ще се състезава за отбора на Маруся през новия сезон, партнирайки си с Тимо Глок. Най-доброто постижение на младия французин е 12-о място, постигнато в последното състезание за сезона – в Бразилия. Благодарение на това завършва сезона на 21-во място от 24 пилота.

#### Катерам (2013)
На 23 ноември 2012 г. отборът на Катерам обявява Пик за пилот за сезон 2013. Негов съотборник ще е новобранецът Гиедо ван дер Гарде.
В състезанията за Голямата награда на Малайзия и Голямата награда на Южна Корея постига 14-а позиция, което е най-доброто постижение за отбора, заедно с 14-ото място на Гиедо ван дер Гарде в Голямата награда на Унгария.